# Crazy Diamond
1993 áprilisában jelent meg a 3 CD-s Syd Barrett-válogatás, a Crazy Diamond. Magában foglalja Barrett két albumát, a The Madcap Laughst és a Barrettet, valamint az 1988-as Opel című válogatást. Mindhárom albumhoz hozzáadtak addig még kiadatlan felvételeket. A csomaghoz tartozik még egy 24 oldalas füzet is.
A Crazy Diamond megjelenésével egy időben az EMI mindhárom albumot külön-külön is kiadta.

## Az album dalai
Minden dalt Syd Barrett írt, kivéve, ahol jelölve van.

### The Madcap Laughs
- A 14-19. dal ezelőtt még nem jelent meg.

1. "Terrapin"
2. "No Good Trying"
3. "Love You"
4. "No Man's Land"
5. "Dark Globe"
6. "Here I Go"
7. "Octopus"
8. "Golden Hair" (Syd Barrett – James Joyce)
9. "Long Gone"
10. "She Took a Long Cold Look"
11. "Feel"
12. "If it's in You"
13. "Late Night"
14. "Octopus"
1. és 2. felvétel.
15. "It's No Good Trying"
5. felvétel.
16. "Love You"
1. felvétel.
17. "Love You"
3. felvétel.
18. "She Took a Long Cold Look at Me"
4. felvétel.
19. "Golden Hair" (Syd Barrett – James Joyce)
5. felvétel.

### Barrett
- A 13-19. dal ezelőtt még nem jelent meg.

1. "Baby Lemonade"
2. "Love Song"
3. "Dominoes"
4. "It is Obvious"
5. "Rats"
6. "Maisie"
7. "Gigolo Aunt"
8. "Waving My Arms in the Air"
9. "I Never Lied to You"
10. "Wined and Dined"
11. "Wolfpack"
12. "Effervescing Elephant"
13. "Baby Lemonade"
1. felvétel.
14. "Waving My Arms in the Air"
1. felvétel.
15. "I Never Lied to You"
1. felvétel.
16. "Love Song"
1. felvétel.
17. "Dominoes"
1. felvétel.
18. "Dominoes"
2. felvétel.
19. "It is Obvious"
2. felvétel.

### Opel
- A 15-20. dal ezelőtt még nem jelent meg.

1. "Opel"
2. "Clowns and Jugglers"
3. "Rats"
4. "Golden Hair"  (Syd Barrett – James Joyce)
5. "Dolly Rocker"
6. "Word Song"
7. "Wined and Dined"
8. "Swan Lee (Silas Lang)"
9. "Birdie Hop"
10. "Let's Split"
11. "Lanky (Part One)"
12. "Wouldn't You Miss Me (Dark Globe)"
13. "Milky Way"
14. "Golden Hair"
15. "Gigolo Aunt"
9. felvétel.
16. "It is Obvious"
3. felvétel.
17. "It is Obvious"
5. felvétel.
18. "Clowns and Jugglers"
1. felvétel.
19. "Late Night"
2. felvétel.
20. "Effervescing Elephant"
2. felvétel.

## Közreműködők
- Lásd a megfelelő albumok lapján.

### Produkció
- Syd Barrett – ének, gitár, producer
- Gareth Cousins – keverés
- Brian Hogg – esszé, válogatás, keverés, válogatás és keverés felügyelete
- Phil Smee – válogatás, keverés, design, válogatás és keverés felügyelete
- Angela Rogers – illusztráció
- Tim Chacksfield – koordinátor
- David Gilmour – producer
- Peter Jenner – producer
- Malcolm Jones – producer
- Roger Waters – producer